# Dorfkirche Zaatzke

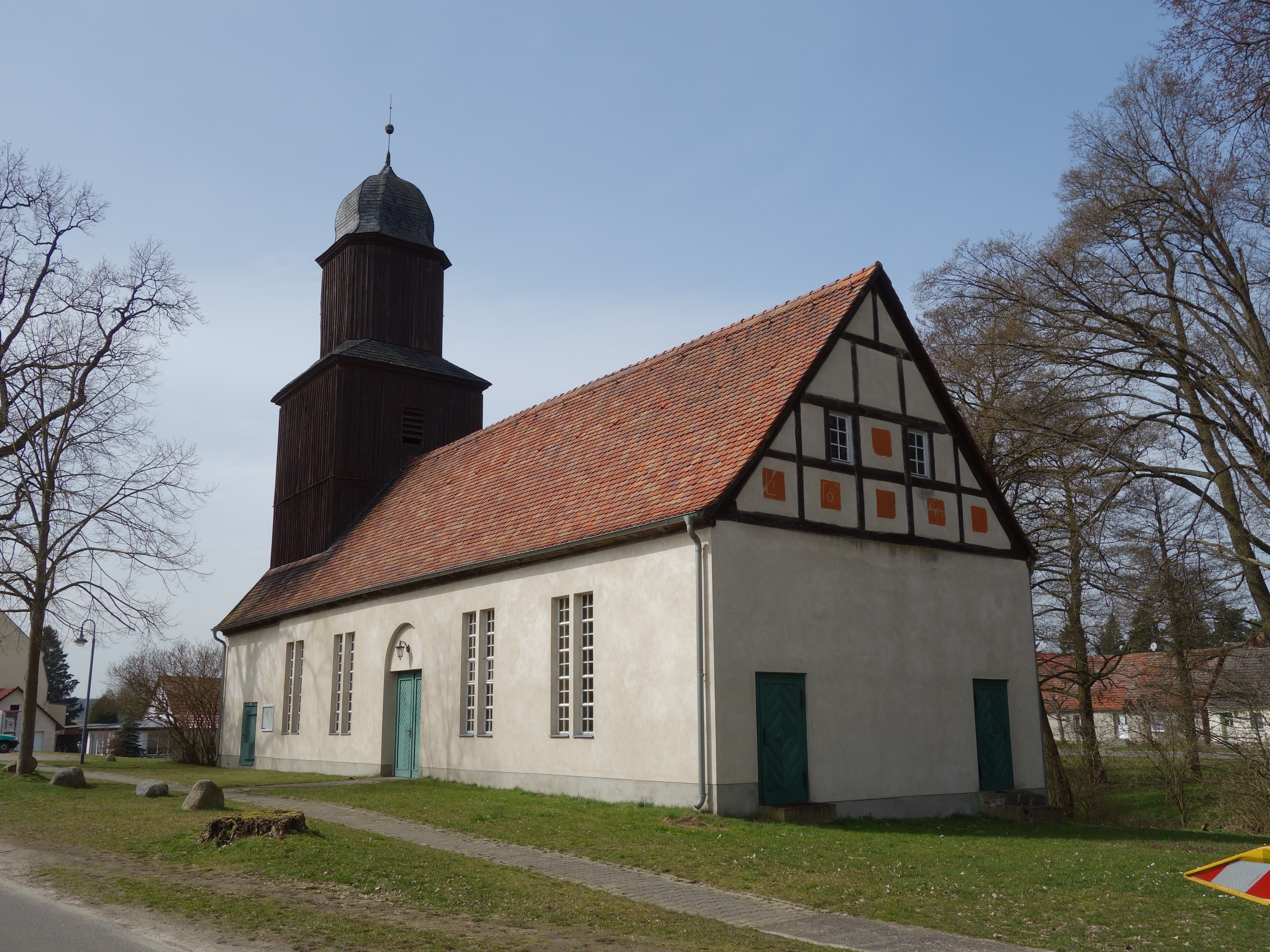
Dorfkirche Zaatzke

Die evangelische Dorfkirche Zaatzke ist eine Saalkirche in Zaatzke, einem Ortsteil der Gemeinde Heiligengrabe im brandenburgischen Landkreis Ostprignitz-Ruppin. Die Kirchengemeinde gehört der Gesamtkirchengemeinde Wittstock im Kirchenkreis Wittstock-Ruppin der Evangelischen Kirche Berlin-Brandenburg-schlesische Oberlausitz an. Das Gebäude steht unter Denkmalschutz.

## Baubeschreibung
Das Kirchengebäude steht im Ortskern von Zaatzke, nördlich der Hauptstraße. Der rechteckige Ziegelbau wurde im Jahr 1932 umfassend erneuert. Ursprünglich handelte es sich um eine barocke Fachwerkkirche. Im Ostgiebel der Kirche befinden sich Terrakottaplatten mit der Jahreszahl 1686 und legierten Buchstaben. Der Turmaufsatz ist verbrettert und verfügt über eine geschlossene Architektur sowie eine Schweifhaube. Ursprünglich war eine Wetterfahne von 1730 angebracht. Der barocke Kanzelaltar stammt aus der Zeit um 1700 und verfügt über Gemälde vom Abendmahl und der Kreuzabnahme. Die schlichte Taufe in Form einer Säule stammt aus der Zeit um 1800.